# Resolució 1166 del Consell de Seguretat de les Nacions Unides
La Resolució 1166 del Consell de Seguretat de les Nacions Unides fou adoptada per unanimitat el 13 de maig de 1998. Després de recordar la Resolució 827 (1993), el Consell va establir una tercera Sala de Primera Instància al Tribunal Penal Internacional per a l'antiga Iugoslàvia (TPIAI).
El Consell de Seguretat era convençut que la persecució dels responsables de violacions del dret internacional humanitari al l'antiga Iugoslàvia contribuiria al manteniment de la pau a la regió. Per tant, ha reconegut la necessitat d'augmentar el nombre de jutges i càmeres al TPIAI per tal d'intentar jutjar el gran nombre de persones en espera de judici.
Actuant en virtut del Capítol VII de la Carta de les Nacions Unides, el Consell va establir una tercera Sala de Primera Instància al TPIAI i va decidir que tres jutges addicionals serien elegits tan aviat com fos possible per servir a la nova sala. S'establiria una llista de nominacions d'entre sis i nou jutges. Finalment es va sol·licitar al secretari general Kofi Annan que prengués mesures per millorar el funcionament eficaç del Tribunal.